# Ulrike Willenbacher
Ulrike Willenbacher (* 7. Oktober 1955) ist eine deutsche Theater- und Filmschauspielerin.

## Leben
Ulrike Willenbacher wurde von 1977 bis 1979 an der Hochschule für Musik und Darstellende Kunst Frankfurt am Main zur Schauspielerin ausgebildet. Ab 1983 war sie an den Münchner Kammerspielen engagiert. Zur selben Zeit hatte sie immer wieder Einsätze in Film und Fernsehen. 2001 wechselte sie ans Residenztheater München. 2021 war sie als „Helga“ in der Komödie Da kommt noch was zu sehen, im gleichen Jahr wirkte sie als „Ingeborg“ in der Miniserie Am Anschlag – Die Macht der Kränkung mit.

## Filmografie
- 1979: Gitanes
- 1985: Sommer-Song
- 1986: Moviestar
- 1990: Der zerbrochne Krug
- 1995: Tatort: Blutiger Asphalt
- 1998: Eine ungehorsame Frau
- 2002: Madrid
- 2016: Dinky Sinky
- 2019: Tatort: One Way Ticket
- 2021: Da kommt noch was
- 2021: Am Anschlag – Die Macht der Kränkung (Miniserie)
- 2021: Tatort: Wunder gibt es immer wieder
- 2022: Alle wollen geliebt werden
- 2023: German Crime Story: Gefesselt
- 2023: Tatort: Hackl
- 2023: Die Bestatterin – Zweieinhalb Tote
- 2023: Die Saat – Tödliche Macht (Fernsehserie, 2 Folgen)
- 2024: Die Chefin – Fremdbestimmt
- 2024: Servus, Euer Ehren – Endlich Richterin (Fernsehfilm)